# Giáo hội Tông truyền Armenia
Giáo hội Tông truyền Armenia (Aṙak'elakan Yekeghetsi) là giáo hội quốc gia lâu đời nhất thế giới. Đây là một phần của Chính thống giáo Cổ Đông phương và là một trong những cộng đoàn Kitô giáo cổ xưa nhất thế giới. Vào năm 301 CN, Armenia là quốc gia đầu tiên nhận Kitô giáo làm tôn giáo chính thức khi định chế giáo hội này. Giáo hội Tông truyền Armenia tự nhìn nhận nguồn gốc của mình đi theo sự truyền giảng của hai thánh tông đồ Batôlômêô và Tađêô trong thế kỷ thứ nhất và là một trong những trung tâm đầu tiên của Kitô giáo.
Các tên khác của Giáo hội là Giáo hội Chính thống giáo Armenia và Giáo hội Grêgôriô, tên gọi sau ít khi được Giáo hội tự gọi vì cho rằng các thánh Batôlômêô và Tađêô mới là những người thành lập giáo hội trong khi thánh Grêgôriô Người khai sáng chỉ đơn thuần là nhà lãnh đạo chính thức đầu tiên của giáo hội.